# Дона Бејли
Дона Бејли (рођена 1955.) је америчка програмерка видео-игара и едукатор. Она је 1981. са Едом Логом дизајнирала Centipede, аркадну видео-игру за компанију Atari.

## Детињство и образовање
Дона Бејли је рођена 1955. у месту Литл Року у Арканзасу. Завршила је средњу школу пре времена и кренула је на Универзитет у Арканзасу са 16 година. Убрзала је своје образовање тако што је ишла на часове током целе године укључујући лето. Са 19 година је стекла диплому основних студија из психологије и завршила је три додатна предмета: енглески, математику и биологију. Наставила је образовање завршивши мастер из математике.

## Каријера
Као млада програмерка добила је посао у компанији General Motors 1978. где је обучена за асемблерско програмирање. Тамо је две године радила на дисплејима и системима темпомата заснованих на микропроцесорима. Бејлијева се први пут сусрела са видео-играма кад је чула песму Space Invader групе The Pretenders. Пријатељ јој је рекао да је инспирација за песму била игра Space Invaders. Након што је стекла интересовање за видео-игре, пријатељ ју је одвео у бар у ком се налазио аркадни кабинет са игром Space Invaders. Бејлијева је приметила да је дисплеј на игри сличан оном на ком је радила на Кадилаку у компанији General Motors. Касније је сазнала да Atari користи исте микропроцесоре у својим играма. То ју је инспирисало да напусти General Motors и пресели се у Санивејл у Калифорнију са намером да ради за Atari.

### Atari
Бејлијева се придружује одсеку за машине на убацивање новчића компаније Atari 1980, у ком је била једина жена. У једном интервјуу, Бејлијева се присетила да је у то време у компанији постојала свеска са могућим идејама за игре. Од око 30 идеја једина која није укључивала „ласер или пржење ствари” била је идеја о буби која се спушта низ екран. Бејлијева је закључила: „Није деловало као лоша идеја да се упуца буба”. У оквиру четворочланог тима постала је програмер и софтверски инжењер за игру Centipede. Ед Лог, тада надзорник у компанији Atari, поставио је Бејлијеву као програмера на овој игри. Лог наводи да је радио на дизајну игрице, док је Бејлијева урадила „око половину програмирања”. Centipede је касније постала друга најпродаванија игра за машине на убацивање новчића компаније Atari. Због популарности игрице, производна линија у овој компанији морала је да ради у две смене да би испунила потражњу.
Centipede је била једна од првих игара за машине на убацивање новчића коју су највише играле жене. Ово није било случајно, јер су Лог и Бејлијева дизајнирали игрицу тако да привлачи широку публику, а не само мушкарце. Живописне пастелне боје игрице и играње засновано на праћењу куглице су биле привлачне за оба пола. Бејлијева је заслужна за јединствену палету боја у игрици. Док је већина игрица користила светле боје, Бејлијева је одабрала пастелну палету боја за Centipede, која је настала случајно док је техничар игрице дотеривао игрицу. Бејлијева је једном приликом објаснила како је до тога дошло: „Стајала сам испред аркадног кабинета и посматрала промене које су се одигравале на екрану док је техничар радио. Одједном, обичне основне боје на екрану су се промениле у јарке и живописне пастелне боје које никад раније нисам видела, што ме је одушевило па сам питала нашег техничара да их задржи.” После ове игре Бејлијева започиње рад на новој, под називом Weather War, али због тадашњих ограничења процесора, није могла да обухвати све што је желела у игри. Бејлијева је напустила Atari пре него што је игра била завршена.

### Након компанијеAtari
Бејлијева је напустила Atari 1982. и запослила се у компанији Videa (касније преименованa у Sente Technologies) коју је основало троје бивших радника из компаније Atari. Док је била у овој компанији једна од игара на којој је радила, а која никад није прошла прототипску фазу била је игра коју је звала „Игра стаклених перли“ (енг The Glass Bead Game), по истоименом роману Хермана Хеса. Касније је склопила уговор о делу с компанијом Activision, у којој је радила на игри за два играча са Полом Аленом Њувелом. Напустивши копманију Activision 1985, одлучила је да у потпуности напусти индустрију видео-игара.
Бејлијева се вратила у Арканзас да се стара о родитељима 1997. У 48. години живота стекла је још две дипломе мастер студија. Прва диплома је из области образовања и израде наставних материјала, а друга из професионалног и техничког писања. Била је главни говорник на конференцији Women in Games Interntional Conference 2007. године.
Придружила се Катедри за реторику и писање на Универзитету Арканзаса у Литл Року 2008, где је предавала до пензије. Уз часове писања, Бејлијева је држала мултимедијалне часове и предавала о софтверу 3DSMax.

### Недавни период
Априла 2013. Дона Бејли је била гостујући говорник на догађају Indie Tech Talk, који обухвата низ предавања која је организовала лабораторија Game Innovation Lab са електротехничког факултета Tandon са Универзитета у Њујорку. Била је је гостујући говорник и у центру The Venture Center у Литл Року у Арканзасу на месечном окупљању стручних говорника под називом Code•IT! у септембру 2015. Уз Бони Рос, Бренду Лорел, Меган Гејзер, Ејми Хениг, Сузан Џекел, Џен Меклин, Шери Гранер Реј, и Викторију Ван Ворхис била је почасни говорник на панелу Women in Games: Inspire! као део прве годишње изложбе Women in Games приказане у музеју The Strong National Museum of Play у Рочестеру, у савезној држави Њујорк. Панел је био уводни догађај у изложбу којом се прослављају доприноси жена у индустрији видео-игара.
Од 2019. Бејлијева је написала сценарио под називом Sunnyvale, заснован на сопственом искуству на позицији програмера у компанији Atari док је радила на игри Centipede и покушава да га прода. Тренутно пише и сценарије за друге сличне пројекте.

## Награде
Била је добитник награде Women in Gaming Lifetime Achievement Award за животно дело у индустрији видео-игара 2013. године.